# Giorgio Braglia
Giorgio Braglia (Bomporto, 19 febbraio 1947) è un ex calciatore italiano, di ruolo ala.

## Carriera
Proviene da una famiglia famosa nel calcio italiano: il padre Renato, cugino dei fratelli Sentimenti e primatista nelle presenze con la maglia del Modena, è stato calciatore in Serie A.
Dopo una prima parte di carriera in cui alterna buone stagioni in Serie B (con Modena, Brescia e Foggia) ad annate in massima serie vissute essenzialmente da rincalzo (solo 8 presenze e una rete, in due anni, con Roma e Fiorentina), nell'estate del 1973 viene ingaggiato dal Napoli allenato da Luís Vinício, dove vive il periodo più brillante della propria carriera.
Nelle tre stagioni in Campania disputa infatti 80 partite di campionato segnando 24 reti (la metà nel solo campionato di Serie A 1974-1975, che gli varranno il sesto posto nella classifica dei cannonieri), e contribuisce attivamente al secondo posto finale dei partenopei nella stagione 1974-1975 e alla vittoria della Coppa Italia 1975-1976 (suo uno dei quattro gol che gli azzurri segnarono al Verona nella finale dell'Olimpico). Nel periodo partenopeo, per il suo brio, per la sua irruenza irrefrenabile, per la sua indisciplina tattica ed anche per la sua lunga ed incolta capigliatura, simile ad una criniera, viene soprannominato dai tifosi, a mo' di complimento, "cavallo pazzo".
Dopo il periodo napoletano Braglia viene ceduto nel 1976 al Milan. Se in campionato il suo contributo è assai limitato con soli 3 incontri disputati, è invece decisivo per la conquista della Coppa Italia 1976-1977, torneo di cui si aggiudica il titolo di capocannoniere con 6 reti (a pari merito col compagno di squadra Egidio Calloni) andando a segno anche nella finale di San Siro contro i concittadini dell'Inter.
Ciò non gli vale tuttavia la conferma per la stagione successiva, sicché nella sessione autunnale di calciomercato fa ritorno dopo un lustro al Foggia, dove la stagione sarà negativa sia per il calciatore (8 sole presenze e nessuna rete) sia per la squadra pugliese, retrocessa in Serie B. Scende quindi in C2 al Cosenza, dove realizza 4 gol in 12 presenze. Dopo quest'annata Braglia abbandona il calcio ad alto livello.
In carriera ha totalizzato complessivamente 99 presenze e 25 reti in Serie A, e 95 presenze e 19 reti in Serie B.

## Palmarès

### Club
- Coppa Italia: 2

Napoli: 1975-1976
Milan: 1976-1977

### Individuale
- Capocannoniere della Coppa Italia: 1

1976-1977 (6 gol, ex aequo con Egidio Calloni)